# 1982-es magyar birkózóbajnokság
Az 1982-es magyar birkózóbajnokság a hetvenötödik magyar bajnokság volt. A kötöttfogású bajnokságot május 15. és 16. között rendezték meg Debrecenben, a Városi Sportcsarnokban, a szabadfogású bajnokságot pedig május 22. és 23. között Miskolcon, a Városi Sportcsarnokban.

## Eredmények

### Férfi kötöttfogás
| Versenyszám | Arany                         | Arany | Ezüst                         | Ezüst | Bronz                        | Bronz |
| ----------- | ----------------------------- | ----- | ----------------------------- | ----- | ---------------------------- | ----- |
| 48 kg       | Vadász Csaba Bp. Honvéd       |       | Seres Ferenc Honvéd Szondi SE |       | Seres Imre Honvéd Szondi SE  |       |
| 52 kg       | Rácz Lajos Honvéd Szondi SE   |       | Kovács Sándor Újpesti Dózsa   |       | Tekes Tibor Ferencvárosi TC  |       |
| 57 kg       | Doncsecz József Vasas SC      |       | Bakos Dezső Honvéd Szondi SE  |       | Soós István Bp. Spartacus    |       |
| 62 kg       | Tóth István Ganz-MÁVAG VSE    |       | Bódi Jenő Bp. Honvéd          |       | Szilvásy Miklós Vasas SC     |       |
| 68 kg       | Péter István Szegedi EOL AK   |       | Lakatos András Eger SE        |       | Dudás Tibor Ferencvárosi TC  |       |
| 74 kg       | Nádasi Attila Ferencvárosi TC |       | Gaál Károly BVSC              |       | Vámos Péter Honvéd Szondi SE |       |
| 82 kg       | Kappesz Sándor Bp. Spartacus  |       | Slezák András Újpesti Dózsa   |       | Erdélyi Gyula BVSC           |       |
| 90 kg       | Növényi Norbert Bp. Spartacus |       | Fodor János Ferencvárosi TC   |       | Nagy István Ganz-MÁVAG VSE   |       |
| 100 kg      | Gáspár Tamás Ferencvárosi TC  |       | Miholek István Vasas SC       |       | Szabó Ferenc Diósgyőri VTK   |       |
| +100 kg     | Tóth László Újpesti Dózsa     |       | Szemerédi Péter Haladás VSE   |       | Rovnyai János Bp. Spartacus  |       |

### Férfi szabadfogás
| Versenyszám | Arany                          | Arany | Ezüst                             | Ezüst | Bronz                        | Bronz |
| ----------- | ------------------------------ | ----- | --------------------------------- | ----- | ---------------------------- | ----- |
| 48 kg       | Bíró László Ferencvárosi TC    |       | Gyulai Mihály Ferencvárosi TC     |       | Seres Imre Honvéd Szondi SE  |       |
| 52 kg       | Szabó Lajos Diósgyőri VTK      |       | Tóth Ferenc Honvéd Bocskai SE     |       | Gazdag Attila Pécsi MSC      |       |
| 57 kg       | Szalontai Imre Diósgyőri VTK   |       | Migléczi János Diósgyőri VTK      |       | Németh Sándor Csepel SC      |       |
| 62 kg       | Orbán József Csepel SC         |       | Kiss Sándor Bp. Spartacus         |       | Koós Lajos Orosházi MTK      |       |
| 68 kg       | Szalontai Zoltán Diósgyőri VTK |       | Zsura János Orosházi MTK          |       | Reschnik Pál Ferencvárosi TC |       |
| 74 kg       | Fehér István Ferencvárosi TC   |       | Katz Lajos Bajai SK               |       | Jáger Imre Csepel SC         |       |
| 82 kg       | Kovács István Csepel SC        |       | Deák András Diósgyőri VTK         |       | Tóth Sándor Haladás VSE      |       |
| 90 kg       | Szakkai Attila Bp. Spartacus   |       | Molnár Géza Bp. Honvéd            |       | Kiss István Szegedi VSE      |       |
| 100 kg      | Robotka István Bp. Honvéd      |       | Udvardi Attila Bp. Honvéd         |       | Ilonka Ferenc Kecskeméti SC  |       |
| +100 kg     | Balla József Ferencvárosi TC   |       | Kovács József Dunaújvárosi Kohász |       | Szemerédi Péter Haladás VSE  |       |